# 武霊王
武霊王（ぶれいおう）は、中国戦国時代の趙の第6代君主（在位：紀元前325年 - 紀元前298年）。王としては初代。姓は嬴。氏は趙。諱は雍（『史記索隠』に拠る）。粛侯の子。胡服騎射を取り入れて趙を軍事大国とした。

## 生涯
粛侯24年（紀元前326年）、粛侯が死去し、その後を受け継ぐ。その際、それまでの侯ではなく、王として即位した。だが、武霊王はまだ幼かったので、粛侯時代の貴臣である肥義の意見を聞いた。
武霊王8年（紀元前318年）、趙は楚・韓・魏・燕とともに秦を攻めたが、函谷関で敗れた（函谷関の戦い）。この頃、諸国は相次いで王号を称えるようになっていたが、武霊王はこの敗戦を受け、「趙にはその実質が無い」と言ってあくまで君と呼ばせるようにした（子の恵文王の時代から再び王号を使うようになり、父の諡にも王号を贈った）。
武霊王11年（紀元前315年）、隣国の燕が大混乱に陥り、君主不在の状態になっていた。武霊王は楽池を使者とし、韓から人質となっていた燕の公子職を招き、趙の後ろ盾を付けて燕の君主として立てようとしたが、燕では昭王が君主となった。ちなみに史記と史記集解などの史書において太子平と公子職どちらが燕昭王として即位したかの見解が異なっている。
武霊王15年（紀元前311年）、武霊王は美女の夢を見て、その夢を周りに聞かせていた。これを聞いた呉広と言う男が、自分の娘の孟姚が夢の美女とそっくりであると思って武霊王に献上した。武霊王は大いに喜んで孟姚を寵愛した。孟姚が生んだ公子何が、後の恵文王である。
武霊王16年（紀元前310年）、武霊王は郊外に野台を作ってそこから中山や斉を眺めた。これらの国を征服する野望を見せたのである。

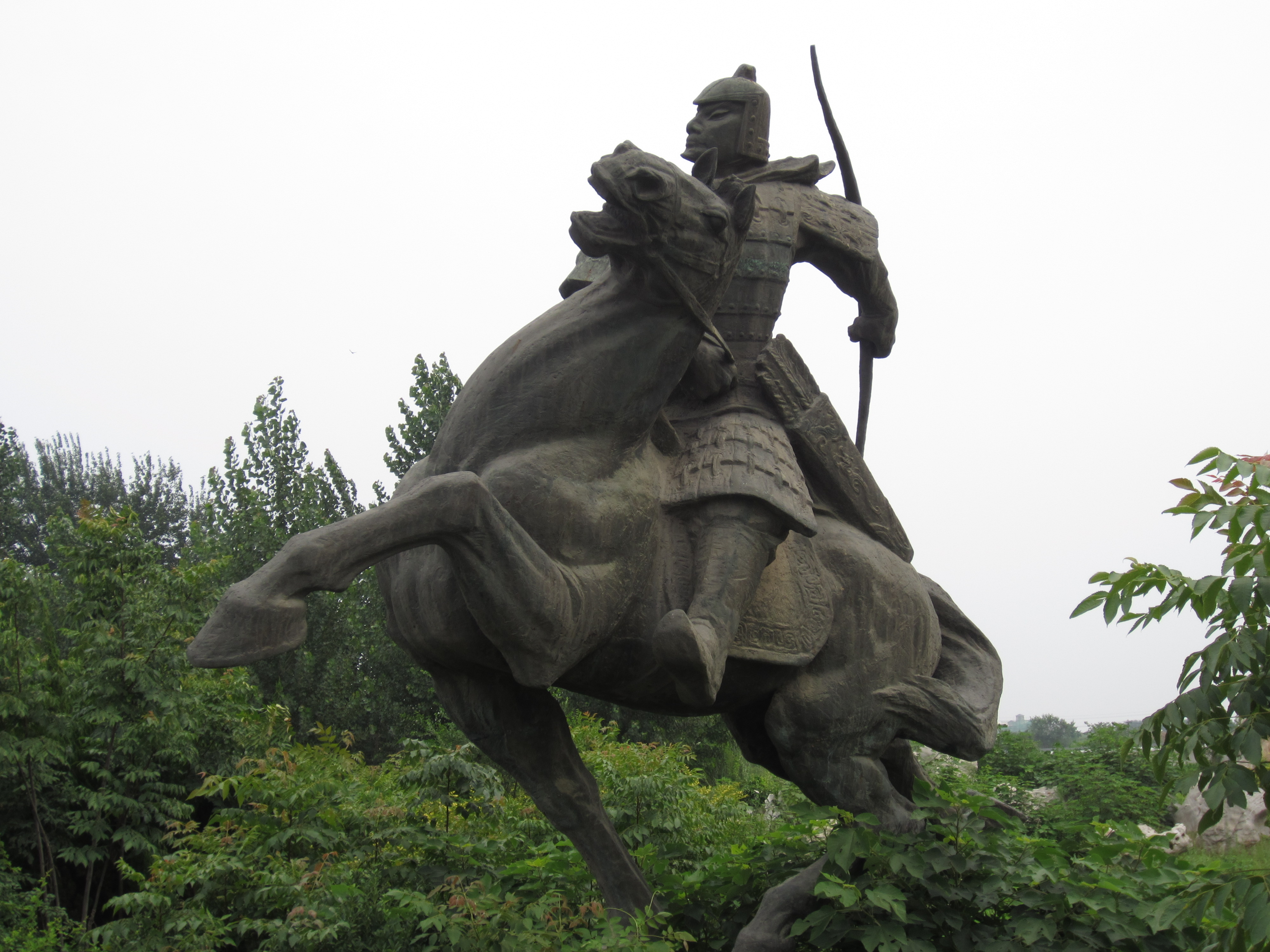
胡服騎射

武霊王19年（紀元前307年）、武霊王は野望を達成するための準備として、胡服騎射を取り入れることを考える。それまでの中華世界の貴族戦士の伝統的な戦術は、3人の戦士が御者と弓射、戈による白兵戦を分担する戦車戦だった。それに対して北方遊牧民族は戦車を使わず、戦士が直接1頭の馬に乗って弓を放っていた。胡服騎射とは、この遊牧民族の戦法を真似ようというものであった。当時の大夫たちは裾が長く、下部がスカート状の服を着ていた。乗馬のためにはこれは非常に邪魔であり、胡服騎射には遊牧民の乗馬に適したズボン式の服装（胡服）を着る必要がある。
これを下問した所、肥義はすぐに賛成したが、武霊王の叔父の公子成はこれに反対した。武霊王は「かつて舜は有苗に舞ひ、禹は裸国に袒ぐ」（舜は有苗の風習にあわせて踊り、禹は裸国の風習にあわせて服を脱いだ）と粘り強く説得を続け、胡服騎射を取り入れることに成功した。
同年、秦の武王が没したので、燕にいた公子稷を送り込んで秦君とした。これが昭襄王である。
武霊王28年（紀元前298年）、それまで太子に立てていた公子章を廃し、公子何（後の恵文王）を太子に立てた後に位を譲ったが、自らは「主父」と名乗り、実質的な権力を握り続けた。
恵文王3年（紀元前296年）、それまで何度か攻撃して、半ば征服していた中山を完全に滅ぼし、版図に入れた。
恵文王4年（紀元前295年）、公子章に憐れみの心を起こして趙の北の代の君として置こうと考えたが、これが公子章に恵文王に対しての反乱を決意させる。公子章は反乱を起こすが、失敗し主父の元へと逃げ込み、主父はこれを匿った。恵文王側の李兌と公子成は主父の館を包囲し、公子章はその中で死亡した。ここで反乱は終わったが、主父に対して兵を向けた格好となった李兌たちは後で主父に誅殺されることを恐れて、館を遠巻きに包囲を続けた。館内では食料も尽き、主父自ら屋根の雀の巣から卵を探す姿が見られるほどとなったが、包囲は継続され、3カ月の包囲の末に主父は餓死した。

## 評価
司馬遷は「武霊王は後継を逡巡し、餓死したことで天下の物笑いとなった（為天下笑、豈不痛乎）」、と厳しい評価を与えている。

## 武霊王を題材にした小説
- 桐谷正『武霊王』（祥伝社、2003年）
- 安西篤子「胡服の王」（『洛陽の姉妹』所収、講談社、1999年）